# Piz Urlaun
Le piz Urlaun est un sommet du massif des Alpes glaronaises à 3 358 m d'altitude, entre les cantons de Glaris et des Grisons en Suisse.
Le sommet se trouve au sud du Tödi et à l'aplomb du glacier de Biferten (en).

## Première ascension
La première ascension du Piz Urlaun a été effectuée en 1793 par l'alpiniste Placidus a Spescha.